# Тинек
Тинек (англ. Teaneck) — тауншип в округе Берген, Нью-Джерси и пригород городской агломерации Нью-Йорка. Согласно переписи населения США за 2000 год, население Тинека составляло 39 260 человек — второе место по количеству жителей среди 70 муниципалитетов округа Берген. Согласно данным Бюро переписи населения США, к 2008 году население Тинека сократилось до 38 662 человек. Евреи составляют более 40% населения.
Тинек был образован 19 февраля 1895 года постановлением Законодательного собрания Нью-Джерси на территории тауншипов Инглвуд и Риджфилд. К новому тауншипу также были присоединены части территории боро Боготы и Леонии.
Благодаря своему расположению на пересечении реки, дороги, железной дороги и другим географическим особенностям Тинек на протяжении своей истории стал местом ряда важных исторических событий. После поражения американцев в битве за форт Вашингтон Джордж Вашингтон вместе с войсками Континентальной армии в ходе отступления от британской армии перешёл в районе Тинека через реку Хакенсак. В этом месте впоследствии был создан парк и исторический монумент в память этого события. В 1965 году Тинек стал первым местом в США, где расовая сегрегация в школах была прекращена по инициативе белого большинства. Значительная еврейская диаспора.